# MRINetwork
MRINetwork (Management Recruiters International) är ett amerikanskt globalt rekryteringsföretag. Företaget grundades i USA 1965 och bygger på mindre enheter i ett stort sammankopplat nätverk. Man är etablerad på alla kontinenter[källa behövs] i 35 länder och har totalt fler än 3 500 medarbetare fördelade på drygt 900 kontor.
I Sverige finns MRI representerat i Växjö, Stockholm och Göteborg.